# OceanGate
OceanGate is een Amerikaanse onderneming die reizen in niet-autonoom opererende onderwatervaartuigen (submersibles) aanbood. Dit kan zijn voor onderzoeksdoeleinden, toerisme of voor de industrie.
Het bedrijf verwierf een onderwaterschip, de Antipodes, en bouwde er later zelf twee: de Cyclops 1 en de Titan.
In 2021 begon OceanGate met de Titan toeristen mee te nemen om het scheepswrak van de Titanic te bezoeken. Vanaf 2022 bedroeg de prijs die passagiers hiervoor moesten betalen 250.000 dollar. Op 18 juni 2023 verongelukte de Titan bij zo'n afdaling naar de Titanic, waarbij OceanGate-oprichter Stockton Rush en vier andere inzittenden om het leven kwamen.
OceanGate heeft alle exploratie- en commerciële operaties opgeschort, volgens de eigen website.